# Aiki goshi
Aiki goshi (jap. 合気腰) ist eine Wurftechnik aus dem Standard-Repertoire der Aikidō-Techniken und gehört zur Koshi-nage-Gruppe (Hüftwürfe) und wird als Vollwurf ausgeführt.
Der Aiki goshi unterscheidet sich von den Standard Koshi nage dadurch, dass die Eintrittsbewegung nicht mit der Hüfte, sondern Kopf voran erfolgt.

## Klassifizierung
Nach der von Masatomi Ikeda erstellten Klassifizierungssystem für Aikido-Techniken zählt Aiki-Goshi aufgrund der Hauptbewegungsrichtung zur Familie jener Techniken, die der Gruppe Ikkyō zugerechnet werden. Die Hauptbewegungsrichtung wird daher bestimmt, wie bei der Realisation der ursprünglichen Technik die Entwaffnung eines Angreifers mit dem (japanischen) Schwert erfolgte. Dabei ist die Bewegung des Schwertes ausschlaggebend. Die Hauptrichtung der Familiengruppe Ikkyō ist oben-unten.

## Ausführung mit Schwert/Bokken
Unabhängig von der Initial- oder Eintrittsbewegung des Aikidō-Praktizierenden fasst dieser bei der Ausführung des Angriffs mit Schwert respektive Bokken dieses mit der einen Hand am Griff zwischen den Händen des Angreifers, mit der anderen umfasst er die Klinge so, dass er diese seitlich und nicht über die Schneide hinweg greift.
Mit diesem Griff an die Waffe verfügt der Aikidōka über einen sehr wirkungsvollen Hebel, was den Angriff entscheidend stört. Der Angreifer kann in dieser Situation keinesfalls das Schwert loslassen, sondern ist situativ gezwungen, einen zweiten Folgeangriff auszuführen, indem er das Schwert erneut hochzieht. Dieser Bewegung wird vom Aikidōka kein Widerstand entgegengebracht. In der Folge befindet sich der Angreifer wiederum in einer latent unvorteilhaften Position, in der er zwar noch immer das Schwert festhält, aber dessen Bewegung nicht mehr kontrolliert. Er ist erneut in dieser Position gezwungen, einen vertikalen Angriffsschnitt auszuführen.
Diese Bewegung wird vom Aikidōka mit Beibehalten der Handpositionen am Griff des Schwertes und an der Klinge seitlich über seine Hüfte geführt. Der Angreifer wird durch die seitlich-frontale Hüftposition des Aikidōka im Schwerpunkt an der Hüfte blockiert und vom Schwung des eigenen Schnittes lediglich mit geringer Führungsunterstützung des Aikidoka über dessen Hüfte geworfen.

## Ausführung ohne Schwert/Bokken
Die Ausführung der Technik erfolgt ohne Schwert respektive Bokken in analoger Weise: Der Aikidōka motiviert Uke mittels Initial- und Eintrittsbewegungen, dass dieser einen Festhaltegriff setzt, beispielsweise indem er einen oder beide Handgelenke fasst. Statt des Schwertes führt der Aikidōka nun die eigenen Arme in analoger Weise so, dass der Angreifer während des Festhaltens der Arme über die Hüfte geworfen wird.

## Referenzen und Belege
- A. Westbrook, O. Ratti: Aikido and the dynamic Sphere. Tuttle, Rutland VT u. a. 1996, ISBN 0-8048-0004-9.
- aikidojournal.com Enzyklopädie